# Absentia
Absentia (Ausente en el doblaje latinoamericano) es una serie de televisión dramática de suspenso filmada en Bulgaria para AXN por Sony Pictures Television Networks y dirigida por Oded Ruskin. La serie se estrenó el 25 de septiembre de 2017 y consta de tres temporadas de diez episodios cada una. La serie es protagonizada por Stana Katić.

## Sinopsis
La serie cuenta la historia de la agente del FBI, Emily Byrne quien, mientras cazaba a uno de los asesinos en serie más buscados de Boston, desaparece sin dejar rastro y es declarada muerta. Seis años más tarde, la encuentran en una cabaña en el bosque, apenas con vida y sin ningún recuerdo de los años que estuvo desaparecida. Cuando regresa a casa se entera de que su marido se ha vuelto a casar con otra mujer, que ha criado a su hijo y que toda la vida que conocía ya no está. Pronto se ve implicada en una nueva serie de asesinatos.

## Elenco y personajes
- Stana Katić como la agente especial Emily Byrne,[2][3] una exagente del FBI que desapareció mientras estaba en busca de uno de los asesinos en serie más buscado de Boston y fue dada por muerta, pero regresa 6 años después sin ningún recuerdo de su secuestro. Mientras lucha por reconstruir su vida y desentrañar el misterio de su desaparición, se convierte en la principal sospechosa en una serie de nuevos asesinatos, y deberá convertirse en una fugitiva.[4]
- Patrick Heusinger como el agente especial Nick Durand,[5] el esposo de Emily y otro agente del FBI que sufre con la culpa de haber dejado de buscar a Emily. Intenta equilibrar su vida con el regreso de Emily y sus resurgentes sentimientos por ella en contra de su nuevo matrimonio con Alice. Después de que Emily se fuga, se concentra en identificar a un posible traidor en el departamento de policías en un esfuerzo por demostrar la inocencia de Emily.
- Cara Theobold como Alice Durand, la nueva esposa de Nick y la madrastra de Flynn. Alice intenta permanecer agradable y amable, pero su comportamiento hacia Emily se vuelve cada vez más duro después de su regreso, creyendo que ella es un peligro para Flynn y además de perder el cariño de Nick.
- Neil Jackson como Jack Byrne, el hermano mayor de Emily y vendedor de equipos médicos, que fue un excirujano que perdió su trabajo y su licencia médica debido al consumo excesivo de alcohol causado por la desaparición de Emily.
- Angel Bonanni como Tommy Gibbs, un ambicioso e implacable detective de la policía de Boston que está a cargo del caso de Emily.
- Bruno Bichir como el Dr. Daniel Vega, un psicólogo y perfilador del FBI, que trabaja con Emily para curar sus heridas psicológicas y encontrar a su secuestrador.
- Paul Freeman como Warren Byrne, un oficial de policía retirado y padre de Emily.
- Ralph Ineson como el agente especial Adam Radford
- Patrick McAuley como Flynn Durand, el hijo de 9 años de Emily con Nick, quien no recuerda a su madre y por eso está distanciado e incómodo a su alrededor, aunque poco a poco reconstruyen una relación.
- Richard Brake como Conrad Harlow, un rico banquero adinerado y misteriosamente apacible y el principal sospechoso en el caso del asesino en serie que Emily estaba investigando antes de su desaparición. Aunque el FBI nunca pudo presentar un caso contra Harlow como el asesino en serie, es condenado por el "asesinato" de Emily y enviado a prisión.

## Episodios
| Temporada | Temporada | Episodios | Episodios | Emisión original         | Emisión original        | Emisión original |
| Temporada | Temporada | Episodios | Episodios | Primera emisión          | Última emisión          | Cadena           |
| --------- | --------- | --------- | --------- | ------------------------ | ----------------------- | ---------------- |
|           | 1         | 10        | 10        | 25 de septiembre de 2017 | 20 de noviembre de 2017 | AXN              |
|           | 2         | 10        | 10        | 26 de marzo de 2019      | 28 de mayo de 2019      | AXN              |
|           | 3         | 10        | 10        | 17 de julio de 2020      | 17 de julio de 2020     | Prime Video      |

### Temporada 1 (2017)
| N.º en serie | N.º en temp. | Título              | Dirigido por | Escrito por                                                       | Fecha de emisión original |
| ------------ | ------------ | ------------------- | ------------ | ----------------------------------------------------------------- | ------------------------- |
| 1            | 1            | «Comeback»          | Oded Ruskin  | Gaia Violo                                                        | 25 de septiembre de 2017  |
| 2            | 2            | «Reset»             | Oded Ruskin  | Matt Cirulnick                                                    | 25 de septiembre de 2017  |
| 3            | 3            | «The Emily Show»    | Oded Ruskin  | Elaina Perpelitt                                                  | 2 de octubre de 2017      |
| 4            | 4            | «Me You Him Me»     | Oded Ruskin  | Antoinette Stella                                                 | 9 de octubre de 2017      |
| 5            | 5            | «Dig»               | Oded Ruskin  | Kate Powers                                                       | 16 de octubre de 2017     |
| 6            | 6            | «Nobody's Innocent» | Oded Ruskin  | Matt Cirulnick                                                    | 23 de octubre de 2017     |
| 7            | 7            | «A & B»             | Oded Ruskin  | Antoinette Stella                                                 | 30 de octubre de 2017     |
| 8            | 8            | «Brave Boy»         | Oded Ruskin  | Elaina Perpelitt                                                  | 6 de noviembre de 2017    |
| 9            | 9            | «Child's Play»      | Oded Ruskin  | Kate Powers                                                       | 13 de noviembre de 2017   |
| 10           | 10           | «Original Sin»      | Oded Ruskin  | Historia: Matthew Cirulnick & Gaia Violo Guion: Matthew Cirulnick | 20 de noviembre de 2017   |

### Temporada 2 (2019)
| N.º en serie | N.º en temp. | Título       | Dirigido por   | Escrito por            | Fecha de emisión original |
| ------------ | ------------ | ------------ | -------------- | ---------------------- | ------------------------- |
| 11           | 1            | «Casualties» | Oded Ruskin    | Samantha Corbin-Miller | 26 de marzo de 2019       |
| 12           | 2            | «Madness»    | Oded Ruskin    | Brendan Kelly          | 2 de abril de 2019        |
| 13           | 3            | «Guilty»     | Oded Ruskin    | Logan Slakter          | 9 de abril de 2019        |
| 14           | 4            | «Offenders»  | Oded Ruskin    | Milla Bell-Hart        | 16 de abril de 2019       |
| 15           | 5            | «Bolo»       | Adam Sanderson | Julia Cooperman        | 23 de abril de 2019       |
| 16           | 6            | «Cover»      | Adam Sanderson | Samantha Corbin-Miller | 30 de abril de 2019       |
| 17           | 7            | «Boom»       | Adam Sanderson | Brendan Kelly          | 7 de mayo de 2019         |
| 18           | 8            | «Aggression» | Kasia Adamik   | Logan Slakter          | 14 de mayo de 2019        |
| 19           | 9            | «Committed»  | Kasia Adamik   | Milla Bell-Hart        | 21 de mayo de 2019        |
| 20           | 10           | «Accomplice» | Kasia Adamik   | Julia Cooperman        | 28 de mayo de 2019        |

### Temporada 3 (2020)
| N.º en serie | N.º en temp. | Título                | Dirigido por  | Escrito por                      | Fecha de lanzamiento original |
| ------------ | ------------ | --------------------- | ------------- | -------------------------------- | ----------------------------- |
| 21           | 1            | «Tabula Rasa»         | Kasia Adamik  | Will Pascoe                      | 17 de julio de 2020           |
| 22           | 2            | «Capta Est»           | Kasia Adamik  | Karen Wyscarver & Sanford Golden | 17 de julio de 2020           |
| 23           | 3            | «Nosce Inimicum»      | Kasia Adamik  | Katrina Cabrera Ortega           | 17 de julio de 2020           |
| 24           | 4            | «Alea Iacta Est»      | Kasia Adamik  | Kristy Lowrey                    | 17 de julio de 2020           |
| 25           | 5            | «Quid Pro Quo»        | Kasia Adamik  | Joanne Kelly                     | 17 de julio de 2020           |
| 26           | 6            | «In Quo Ego Vado Vos» | Kasia Adamik  | Katrina Cabrera Ortega           | 17 de julio de 2020           |
| 27           | 7            | «Liberavit»           | Greg Zglinski | Karen Wyscarver & Sanford Golden | 17 de julio de 2020           |
| 28           | 8            | «Veritas Aequitas»    | Greg Zglinski | Will Pascoe                      | 17 de julio de 2020           |
| 29           | 9            | «Tenebris»            | Greg Zglinski | Kristy Lowrey                    | 17 de julio de 2020           |
| 30           | 10           | «Iterum Nata»         | Greg Zglinski | Joanne Kelly & Will Pascoe       | 17 de julio de 2020           |

## Producción
La producción se completó en Bulgaria y constó en diez episodios, con cada episodio dirigido por Oded Ruskin.

## Lanzamiento
El estreno mundial de Absentia fue la selección de apertura en el 57.º Festival de Televisión de Montecarlo en junio de 2017. Absentia tuvo un panel destacado en Sony Pictures Television para el mercado anual de TV.
En Canadá, Absentia fue emitida por Showcase a fines de 2017. En los Estados Unidos, la serie fue recogida por Amazon, que se lanzará en Amazon Prime Video en 2018, donde también se lanzará en el Reino Unido y Australia. Además fue estrenado en AXN en Latinoamérica , y en España fue estrenada también en AXN.